# Cantón de Saintes-Maries-de-la-Mer
El cantón de Saintes-Maries-de-la-Mer era una división administrativa francesa, que estaba situada en el departamento de Bocas del Ródano y la región de Provenza-Alpes-Costa Azul.

## Composición
El cantón estaba formado por la comuna que le daba su nombre:
- Saintes-Maries-de-la-Mer

## Supresión del cantón de Saintes-Maries-de-la-Mer
En aplicación del Decreto n.º 2014-271 de 27 de febrero de 2014, el cantón de Saintes-Maries-de-la-Mer fue suprimido el 22 de marzo de 2015 y su comuna pasó a formar parte del nuevo cantón de Arlés.